# Attilio Ravaglia
Attilio Piero Antonio Ravaglia (Bologna, 27 dicembre 1889 – ...) è stato un pittore e illustratore italiano.

## Biografia
Nasce a Bologna in via cavaliera al civico 22, dal medico chirurgo Emilio Giuseppe Ravaglia e da Carolina Mattioli.
Nel 1913 disegnava stoffe in stile Art Nouveau e nel 1916 partecipò alla mostra della Società delle belle arti.
Negli anni 1920 realizzò alcuni manifesti pubblicitari.
Nel 1932 si trasferì a Roma, e lavorò come illustratore per l'ENIC tra il 1939 e il 1940.
La data di morte è sconosciuta, ma posteriore al 1940.
Sue opere pittoriche sono presenti nella villa "Il corno" di proprietà dei conti Frova a San Casciano in Val di Pesa e nell'istituto tecnico Vittorio Veneto di Latina. Fu realizzata su suo disegno la cappella al primo piano nel palazzo Ghisilardi Fava di Bologna, allora Casa del Fascio, dedicata alla memoria dei caduti fascisti bolognesi